# Partito Democratico Cristiano (Spagna)
Il Partito Democratico Cristiano (PDC) è stato un partito politico spagnolo fondato il 4 aprile 1977 e guidato da Fernando Álvarez de Miranda e José Almagro Nosete che sorse della fusione del Partito Popolare Democratico Cristiano (PPDC), di Alvárez de Miranda, e dell'Unione Democratica Spagnola. La sua ideologia era democristiana e centrista.
Il suo slogan era "Il Centro che alzò l'Europa" e il suo comitato politico nazionale si trovava in calle Agustín di Foxá 27-1, a Madrid.

## Storia
Fu presentato ufficialmente il 13 aprile 1977. Il suo presidente era Fernando Álvarez de Miranda, il quale venne eletto deputato nel 1977 e nel 1979, e il suo segretario generale era Íñigo Cavero, che precedentemente faceva parte del PPDC.
Nel 1977 si avvicinò alle altre formazioni di centro e si presentò alle elezioni generali spagnole del 1977 nell'Unione del Centro Democratico (UCD). Il partito elesse 17 deputati.
Il 12 dicembre 1977 il partito decise di sciogliersi per entrare nell'UCD, la scelta venne ufficializzata il 7 febbraio 1978.